# Рошиори (Мехединци)
Рошиори (рум. Roșiori) насеље је у Румунији у округу Мехединци у општини Ванатори. Oпштина се налази на надморској висини од 87 m.

## Становништво
Према подацима из 2002. године у насељу је живело 1138 становника, од којих су сви румунске националности.